# Dendrolobium dispermum
Dendrolobium dispermum är en ärtväxtart som först beskrevs av Bunzo Hayata, och fick sitt nu gällande namn av Anton Karl Schindler. Dendrolobium dispermum ingår i släktet Dendrolobium och familjen ärtväxter. Inga underarter finns listade i Catalogue of Life.